# لوئیس تیخادا
لوئیس تآدا (انگلیسی: Luis Tejada؛ ۲۸ مارس ۱۹۸۲ – ۲۸ ژانویهٔ  ۲۰۲۴) بازیکن فوتبال اهل پاناما بود.
از باشگاه‌هایی که در آن بازی کرده‌است می‌توان به باشگاه فوتبال العین، رئال سالت لیک، و تیم ملی فوتبال پاناما اشاره کرد.
وی همچنین در تیم ملی فوتبال پاناما بازی کرده‌است.